# 다쓰노 긴고
다쓰노 긴고(辰野金吾, 1854년 10월 13일 - 1919년 3월 25일)는 일본의 건축가이다. 위계훈등은 종삼위훈삼등. 공학박사.
고부 대학교를 졸업하고 공학박사, 제국대학 공과대학 학장, 건축학회 회장을 두루 지냈다. 튼튼한 설계를 하였다 하여 "다쓰노 겐고(辰野堅固)"라고도 불리었다. 제국대학에서 후진의 지도에 힘써 이토 주타, 나가노 우헤이지, 야바시 게키치, 다케다 고이치, 조주 세이치로, 쓰카모토 야스시, 오사와 산노스케, 세케노 다다시, 오카다 도키타로 등 다수한 인재를 배출하였다. 제국대학 총장 와나베 히로모토의 의향에 따라 고슈 학교(고가쿠인 대학)의 창립을 추진하여 그 운영에도 진력하였다. 오쿠마 시게노부의 요청을 받아 와세다 대학 건축학과 창설(1912년 창설고문에 취임)에도 진력.
도쿄대 불문과에서 고바야시 히데오, 미요시 다쓰지 등을 육성한 프랑스 문학자 다쓰노 유타카가 그의 아들로서 약학자 다쓰노 다카시는 손자가 된다.

## 생애
- 1854년 히젠국(현 사가현) 가라쓰번의 하급관리 히메마쓰 구라에몬(姫松蔵右衛門)과 마쓰(まつ)의 차남으로 출생. 히메마쓰가는 아시가루보다도 격 낮은 가문이었다.

- 1868년 숙부 다쓰노 무네야스(辰野宗安)의 양자로 들다.

- 1873년 공부성 공학료(후 고부 대학교, 현 도쿄 대학교 공학부) 제1회생으로서 입학.

- 1875년 조선과에서 조가과로 전과.

- 1877년 런던의 건축가 조시아 콘도르가 고부 대학교 조가과 교수로 취임.

- 1879년 조가학과를 수석 졸업. 동기생으로 소네 다쓰조, 카타야마 도쿠마, 사다치 시치지로 등. 이듬해 80년 런던에 유학을 떠나 런던대학교에서 수학. 런던에 있은 동안 고딕 부흥주의자 윌리엄 버지스의 건축사무소에서 일함. 일하던 와중 81년 버지스가 돌연 사망하고 일본으로 돌아가기 앞서 프랑스와 이탈리아를 순방.

- 1883년 일본에 귀국. 84년 콘도르의 사임 후 공부대학의 교수로 취임.

- 1886년 제국대학 공과대학 교수로 취임. 조가학회(造家学会)를 창립. 조가학회는 이후 일본건축학회로 개칭. 동년 다쓰노 긴고 건축사무소를 설립.

- 1887년 고슈 학교(현 고가쿠인 대학)의 설립에 참가하다.

- 1898년 제국대학 공과대학의 학장에 취임하다.

- 1902년 공과대학을 사임하다.

- 1903년 가사이 만지와 다쓰노 가사이 사무소를 개설(도쿄 소재).

- 1905년 가타오카 야스시와 다쓰노 카타오카 사무소를 개설(오사카 소재).

- 1910년 국회의사당 건축을 둘러싸고 건축설계경기의 개최를 주장.

- 1912년 와세다 대학 건축학과 고문에 취임하다.

- 1919년 국회의사당의 설계경기에서 심사원을 맡다. 당시 대유행한 스페인 독감에 걸려 동년 3월 25일 사망. 향년 64세. 묘소는 니시신주쿠 죠엔지의 뒤켠에 자리.

## 주요 작품
- 은행집회소 (銀行集会所, 1884년, 현존하지 않음)
- 공과대학 본관 (工科大学本館, 1888년, 도쿄도, 현존하지 않음)
- 일본은행 본점 (日本銀行本店, 1896년, 도쿄도 주오구, 중요문화재)
- 일본은행 오사카 지점 (日本銀行大阪支店, 1903년, 오사카시)
- 일본은행 교토 지점 (日本銀行京都支店, 1906년, 교토시, 중요문화재, 현재 교토문화박물관 별관)
- 제일은행 교토 지점 (第一銀行京都支店, 1906년, 교토 시, 현재 미즈호은행 교토중앙지점, 재건)
- 하마데라코엔 역 (浜寺公園駅, 1907년, 오사카 부 사카이시, 등록유형문화재)
- 제일은행 고베 지점 (第一銀行神戸支店, 1908년, 효고현 고베시, 외벽 보존, 현재 미나토모토마치 역)
- 국기관 (国技館, 1909년, 도쿄 도 스미다구, 후일 대강당, 현존하지 않음)
- 아오야마가쿠인 고등학부 교사/가쓰다 홀 (青山学院高等学部校舎/勝田ホール, 1918년, 도쿄도 시부야구, 간토 대지진 당시 도괴)
- 일본생명 규슈 지점 (日本生命九州支店, 1909년, 후쿠오카현 후쿠오카시, 중요문화재)
- 나라 호텔 (奈良ホテル, 1909년, 나라현 나라시)
- 이와테은행 본점 본관 (岩手銀行本店本館, 1911년, 이와테현 모리오카시, 중요문화재, 현재 이와테은행 나카노다리 지점)
- 마쓰모토 겐지로 저택 (松本健次郎邸, 1911년, 후쿠오카 현 기타큐슈시, 중요문화재, 현재 서일본공업구락부회관)
- 만세이바시 역사 (万世橋駅舎, 1911년, 도쿄도 지요다구 간다, 간토 대지진 당시 소실)
- 일본은행 오타루 지점 (日本銀行小樽支店, 1912년, 홋카이도 오타루시, 현재 일본은행 구 오타루 지점 금융자료관）
- 오사카교육생명보험 (大阪教育生命保険, 1912년, 오사카 부 오사카 시)
- 조선은행 본점 (朝鮮銀行本店, 1912년, 대한민국 서울특별시 중구, 현재 한국은행 화폐금융박물관)
- 23은행 본점 (二十三銀行本店, 1913년, 오이타현오이타시, 등록유형문화재, 현재 오이타은행 적벽돌관)
- 중앙정거장 (中央停車場, 1914년, 도쿄도 지요다구, 중요문화재, 현재 도쿄역 마루노우치 역사)
- 다케오 온천 신관・누문 (武雄温泉新館・楼門, 1914년, 사가현 다케오시, 중요문화재)
- 130은행 야와타 지점 (百三十銀行八幡支店, 1915년, 후쿠오카 현 기타큐슈 시, 도지정유형문화재, 현재 기타규슈시립구130은행갤러리)
- 오사카 시 중앙공회당 (大阪市中央公会堂, 1918년, 오사카 부 오사카 시, 실시설계, 중요문화재)
- 메이지 전문학교 본관 (明治専門学校本館, 1920년, 후쿠오카 현 기타큐슈 시, 현존하지 않음)

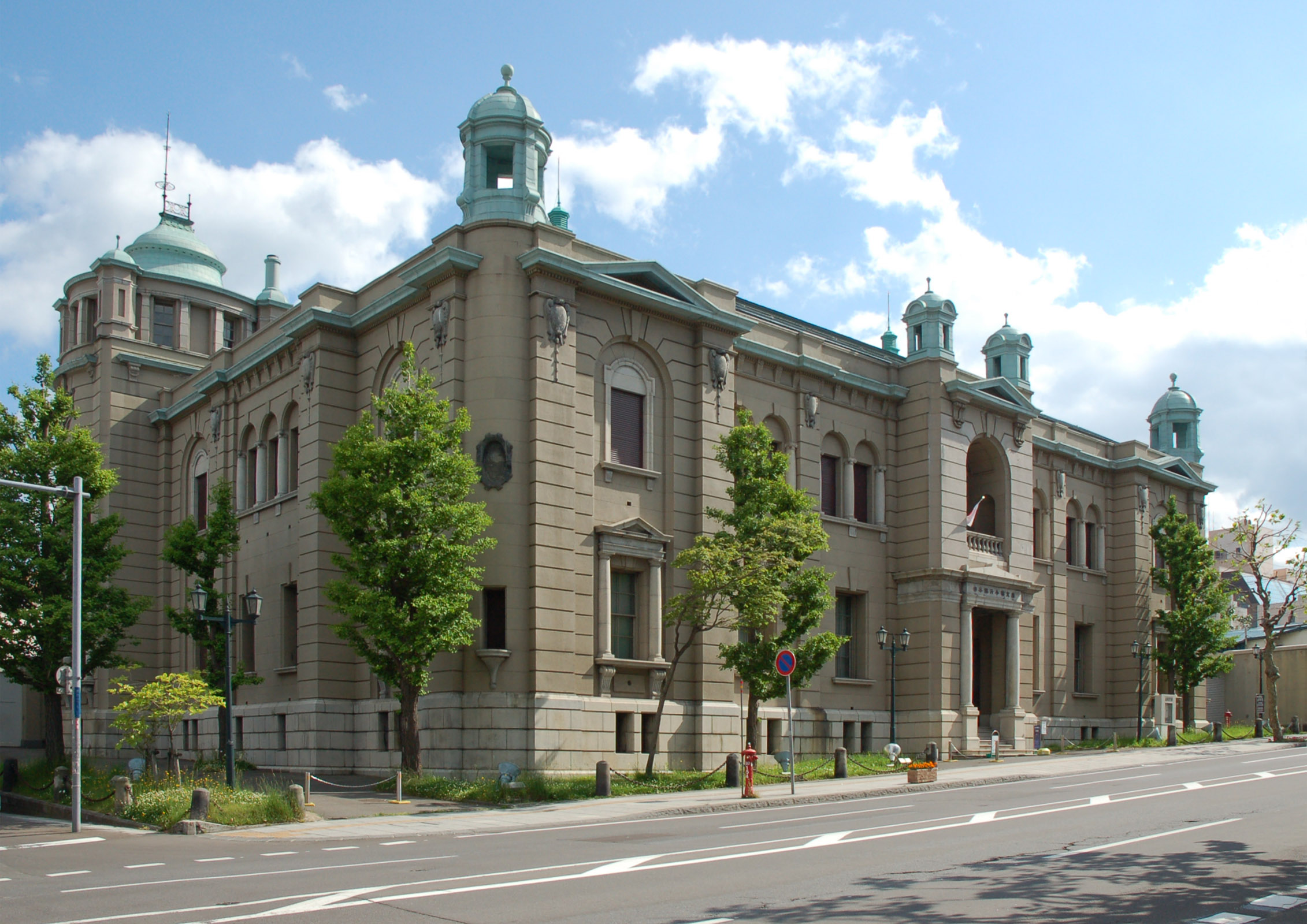
옛 일본은행 오타루 지점
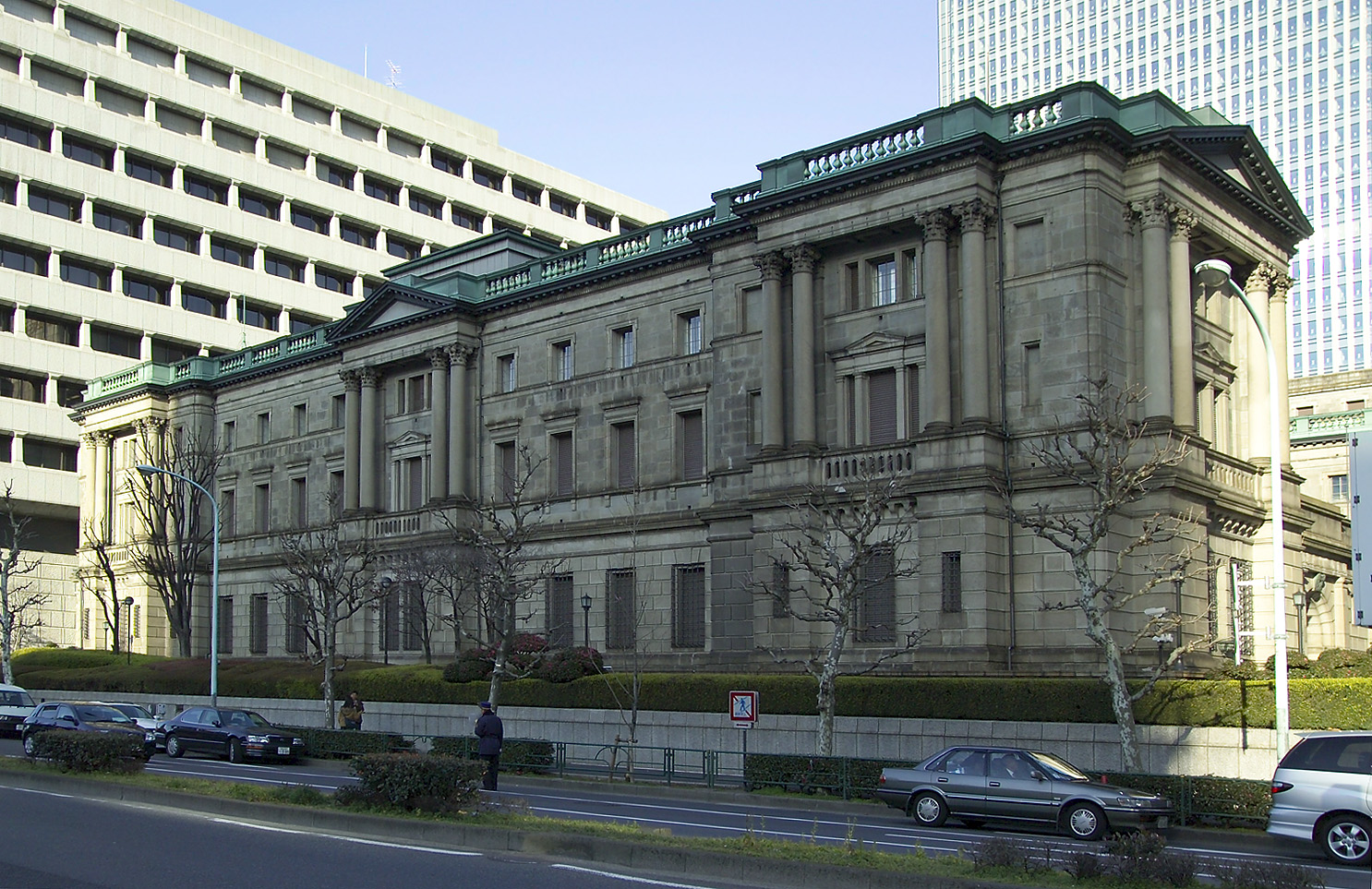
일본은행 본점
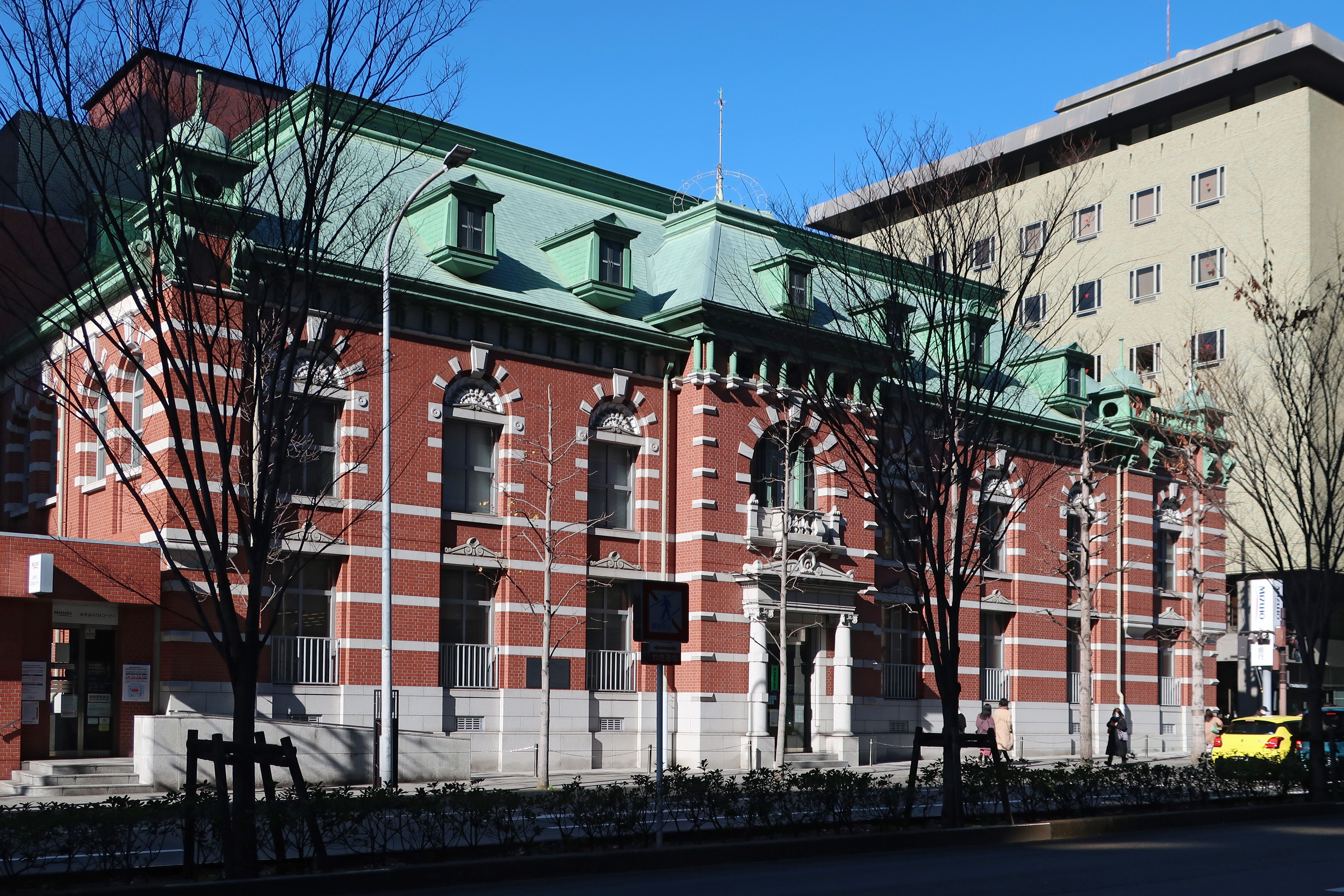
미즈호은행 교토 지점
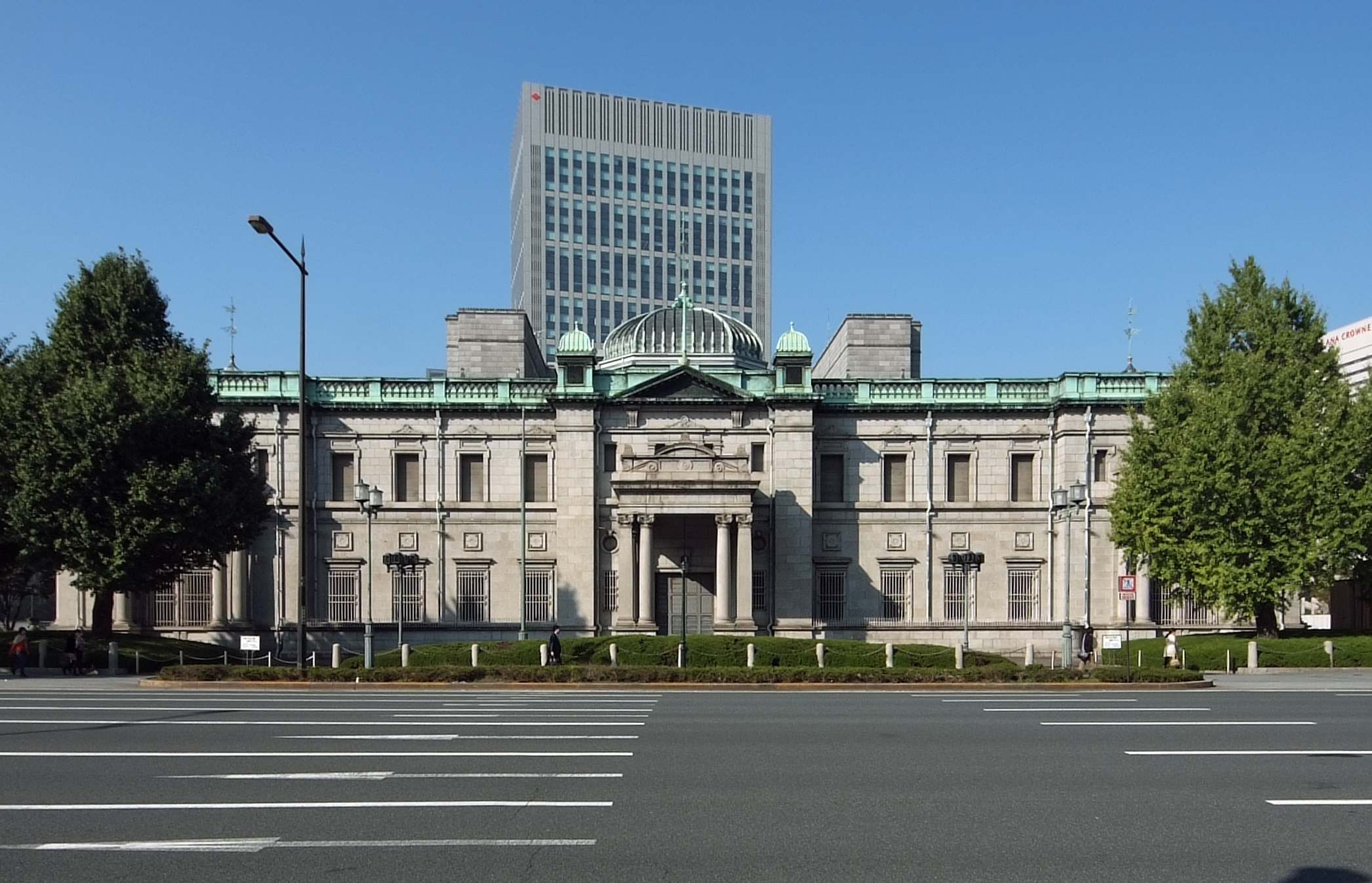
일본은행 오사카 지점
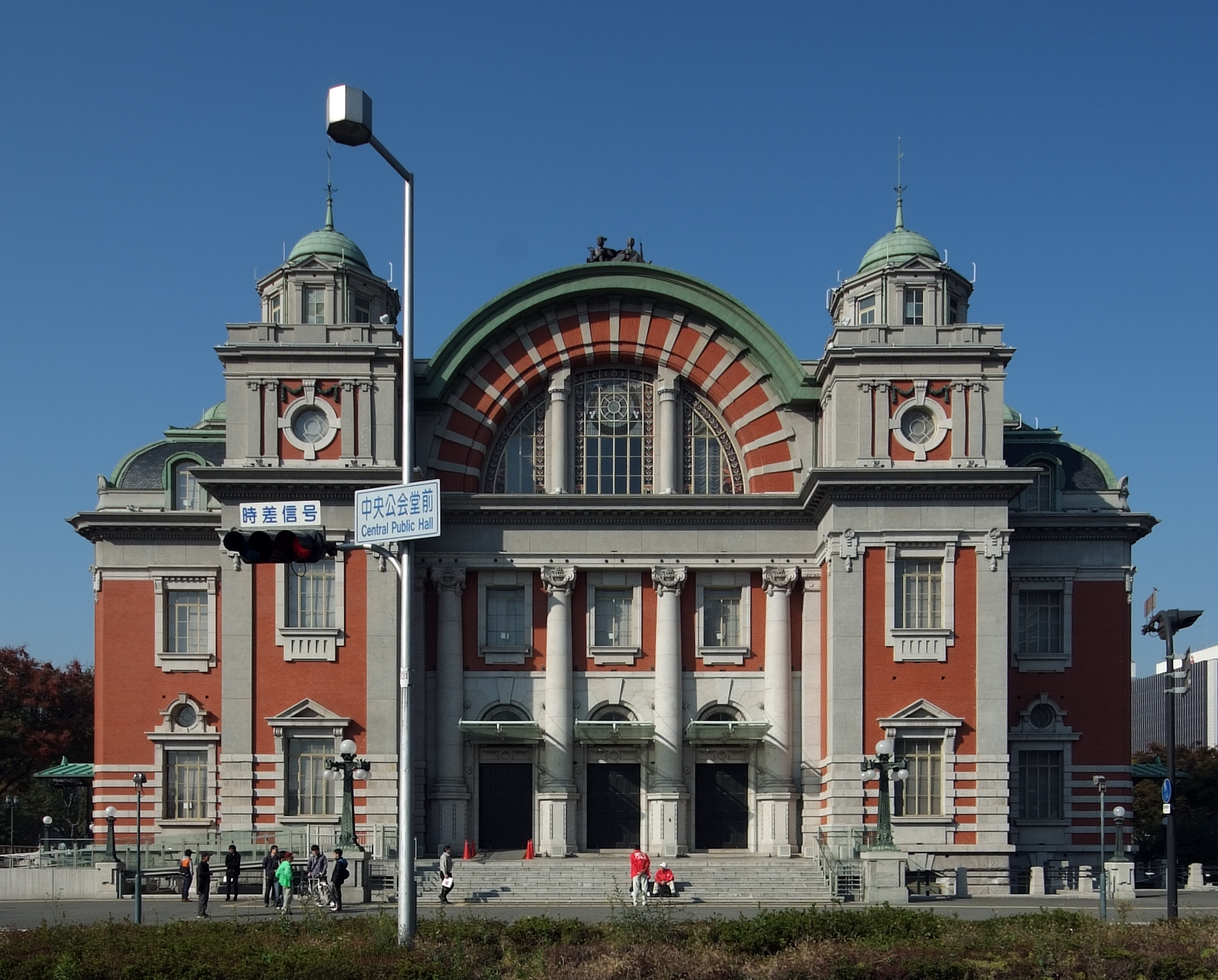
오사카 시 중앙공회당
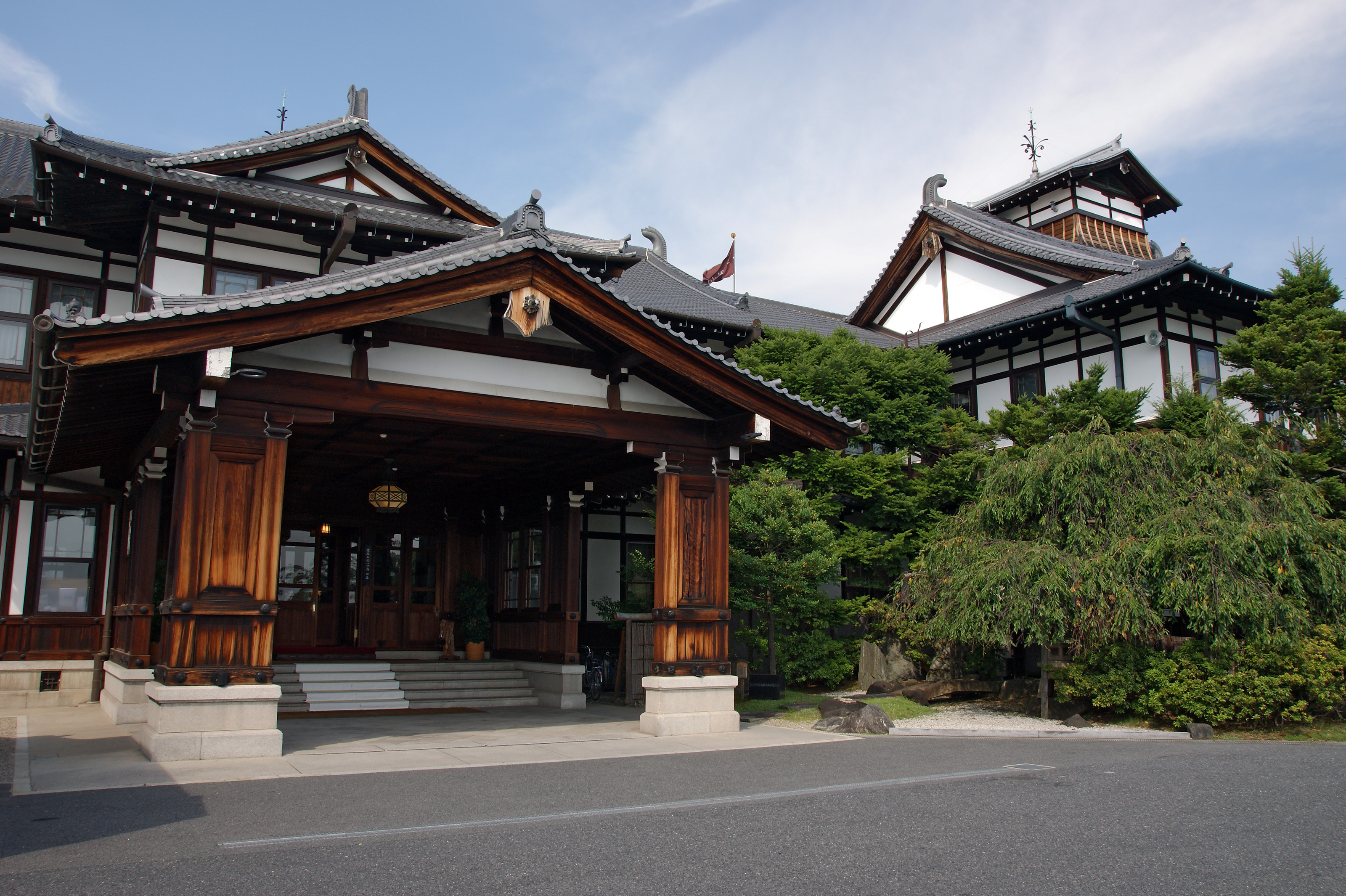
나라 호텔 본관
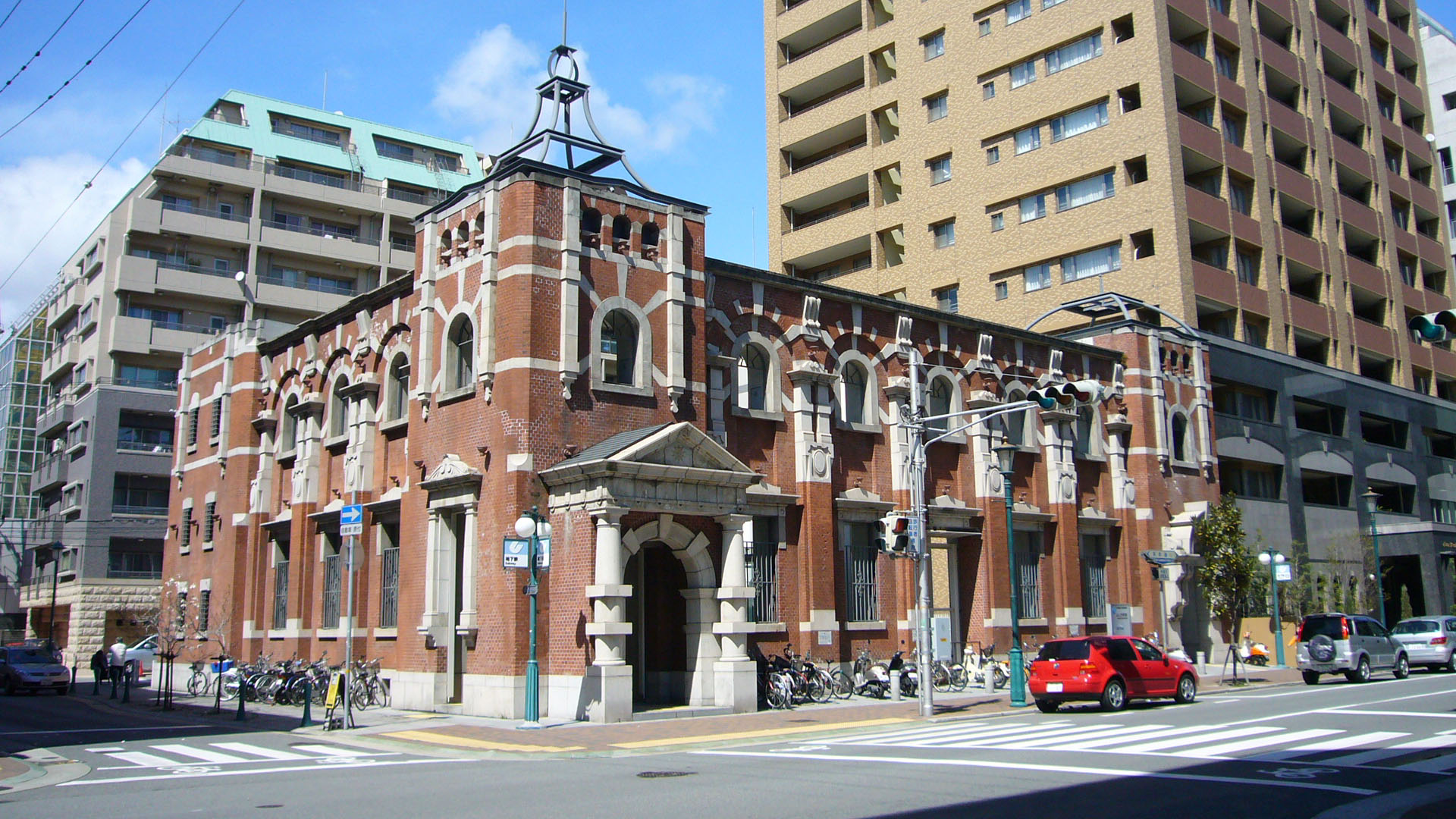
옛 제일은행 고베 지점
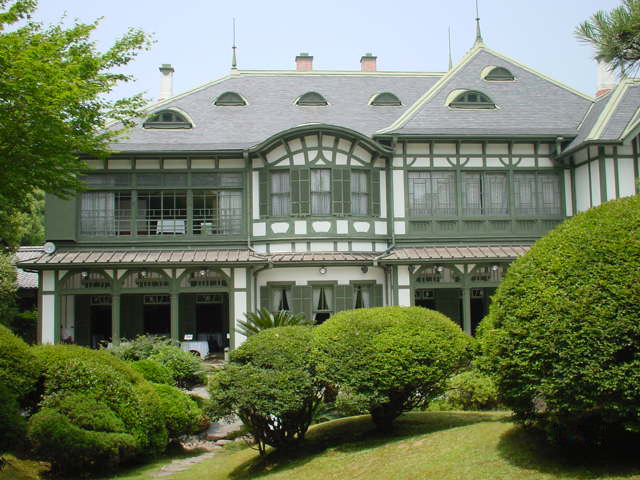
마쓰모토 겐지로 저택
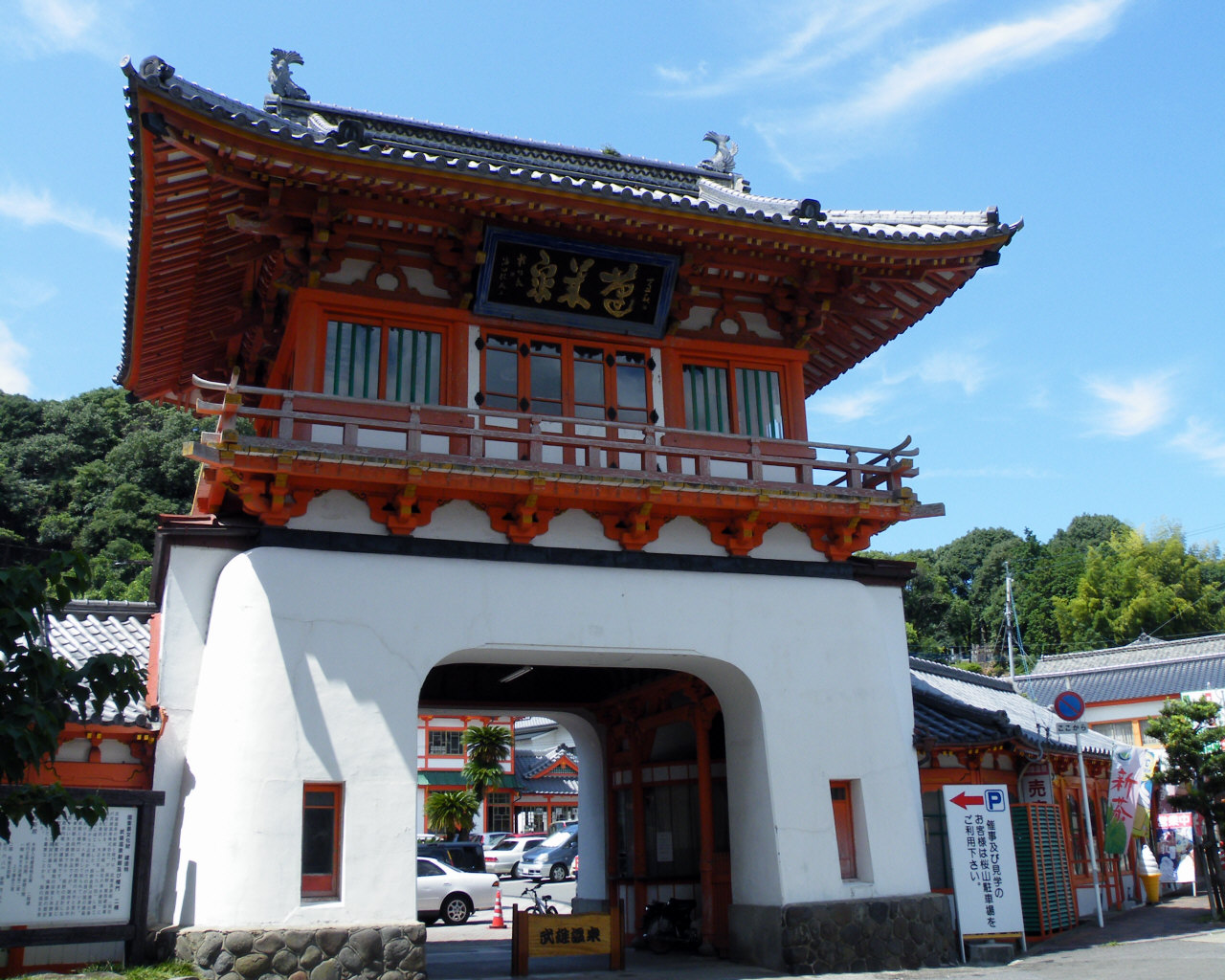
다케오 온천 누문
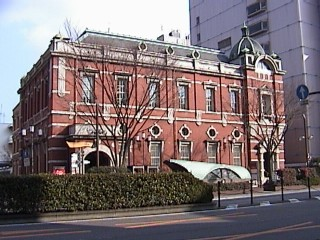
옛 23은행 본점
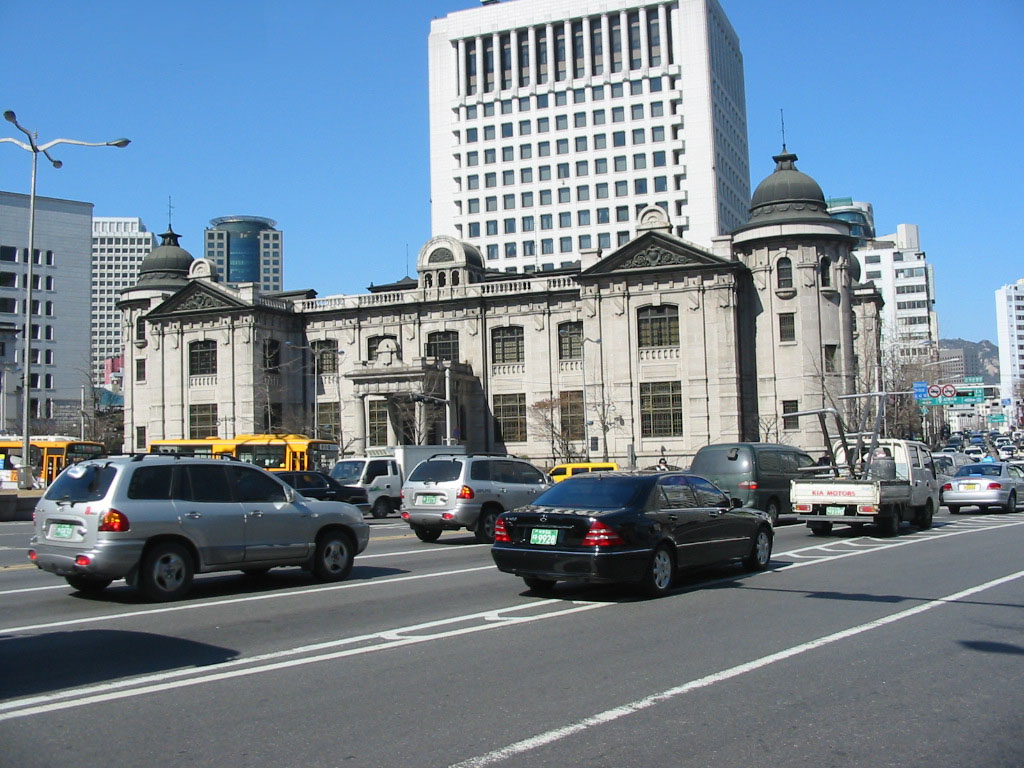
옛 조선은행 본점
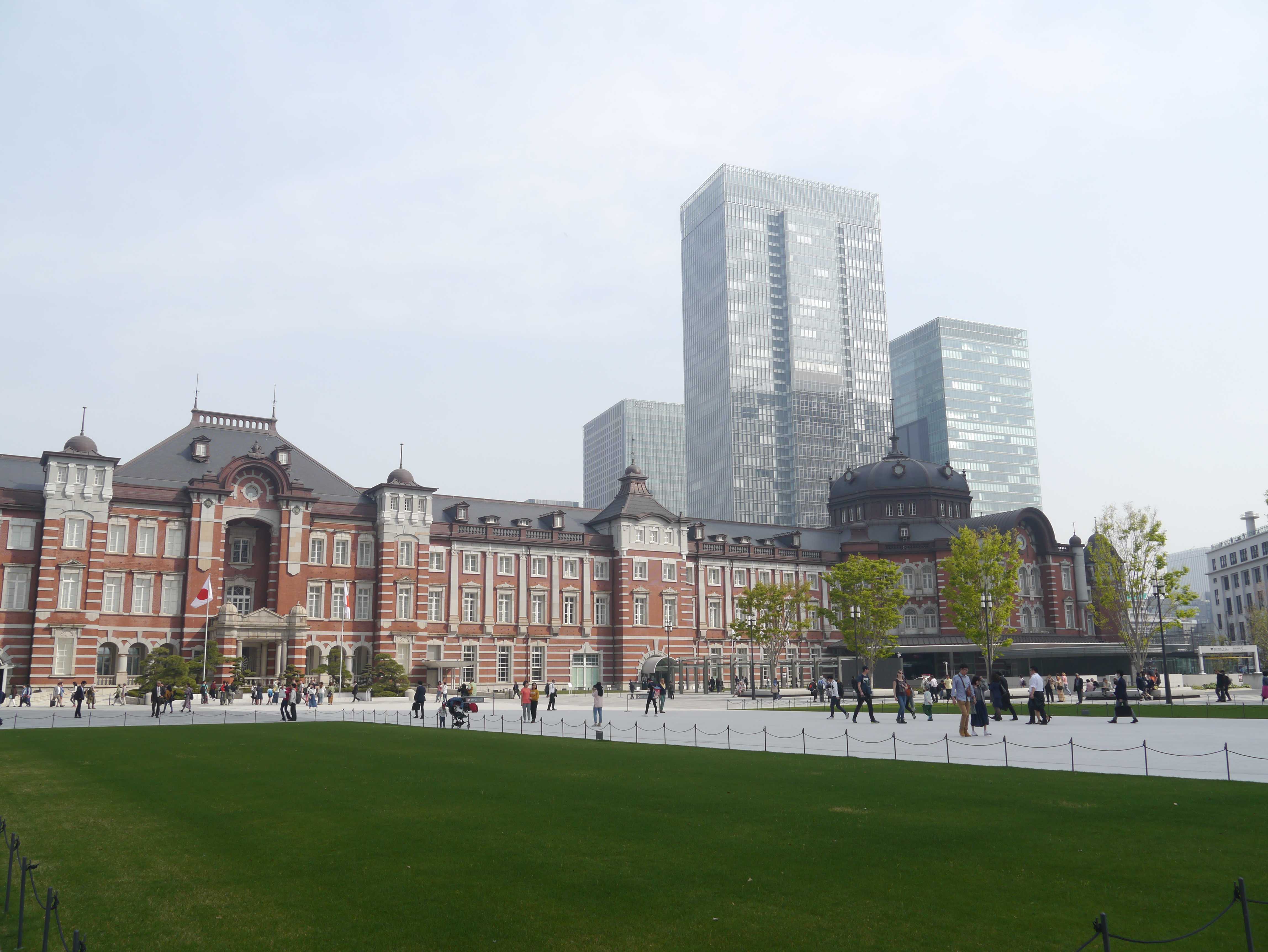
도쿄역 마루노우치 역사
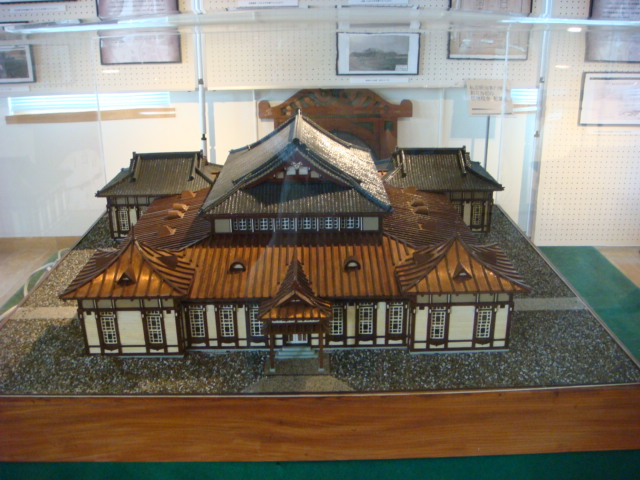
메이지 전문학교

## 같이 보기
- 가타야마 도쿠마